# Kim Chol-ju
Kim Ch'ŏlju (en coréen : 김철주 ; hanja : 金鐵株 ; né le 12 juin 1916 – mort le 14 juin 1935) fut un militant de la cause indépendantiste coréenne durant l’occupation japonaise. Il était le frère puîné de Kim Il Sung, lequel devint par la suite le fondateur et dirigeant suprême de la Corée du Nord.

## Biographie
Kim nait le 12 juin 1916 dans le bourg de Mangyongdae, sis à Pyongyang, alors que la péninsule coréenne demeurait sous le joug de l’empire japonais. Issu d’une lignée originaire de Jeonju, au Nord-Jeolla, il était le fils de Kim Hyong-jik, militant de l’indépendance coréenne, et de Kang Pan-sok. Ses deux frères aînés, Kim Il Sung – futur guide suprême de la Corée du Nord – et Kim Yong-ju, qui occuperait plus tard la charge de vice-président honoraire de l’Assemblée populaire suprême, complétaient cette fratrie. La famille paternelle de Kim s’était établie à Mangyongdae dès 1860, sous l’impulsion de son bisaïeul, Kim Ŭngu. Élevé dans le giron d’une famille profondément chrétienne, de confession presbytérienne, il baigna dès son jeune âge dans un milieu imprégné de piété : son aïeul maternel officiait comme pasteur protestant, et son propre père fréquentait une école missionnaire. À l’instar de nombreuses familles coréennes fuyant la disette et l’oppression nippone durant l’occupation japonaise de la Corée, les siens se résolurent à l’exil en Mandchourie dès 1920, où ils poursuivirent leurs activités indépendantistes,.  
Kim devint un membre actif de l’Union de la jeunesse Saenal, la première organisation juvénile révolutionnaire de Corée. Il adhéra par la suite à la Ligue des jeunes communistes. Il trouva la mort au combat le 14 juin 1935 et fut inhumé au cimetière des martyrs révolutionnaires de Taesongsan. Son nom fut octroyé à l’Université d’éducation Kim Chol Ju. 